# شهرجرد
روستای شهرجرد با نام اصلی شهرگرد حدوداً در فاصله ۵ کیلومتری مشرق اراک واقع شده‌است (شهرجرد معرب شهرگرد است).
راه این روستا از کمربندی شمالی اراک میباشد.
بیشتر اهالی این روستا نام خانوادگی شهرجردی،نظرمحمدی، دارند،ونیز قدیمی‌ترین روستای استان مرکزی می باشد.

## جمعیت
این روستا در دهستان معصومیه قرار دارد و براساس سرشماری مرکز آمار ایران در سال ۱۳۸۵، جمعیت آن ۳۹۰ نفر (۱۱۱خانوار) بوده‌است.